# Web 2.5
El término web 2.5 se utiliza para hacer referencia al conjunto de tecnologías web que se encuentran entre la web 2.0 y la web 3.0.
Se caracteriza por tener nuevas capacidades y aplicaciones respecto a la web 2.0, pero no lo suficiente como para sentir el cambio que supondría una web 3.0.